# Diocesi di Dioshieron
La diocesi di Dioshieron (in latino: Dioecesis Dioshieritana) è una sede soppressa del patriarcato di Costantinopoli e una sede titolare della Chiesa cattolica.

## Storia
Dioshieron, identificabile con Birgi (Iliceköy)  nell'odierna Turchia, è un'antica sede episcopale della provincia romana di Asia nella diocesi civile omonima. Faceva parte del patriarcato di Costantinopoli ed era suffraganea dell'arcidiocesi di Efeso.
Dioshieron o Dios Hieron è il vecchio nome della città, che ha origine da un antico santuario dedicato a Zeus. Nel VII secolo la città è nota con il nome di Cristopoli (Christoupolis). Dioshieron è chiamata Pirgio (Pyrgion) a partire dalla fine del IX secolo nelle fonti conciliari e dal X secolo nelle Notitiae Episcopatuum del patriarcato. Le stesse Notitiae documentano l'esistenza della diocesi, con il nome di Pirgio, fino al XIV secolo.
Janin assegna a questa diocesi il vescovo Stefano, ignoto a Le Quien, che prese parte al concilio di Efeso nel 431; altri autori attribuiscono invece Stefano alla sede di Teos. Primo vescovo certo di Dioshieron è Eustorgio: non fu presente al concilio di Calcedonia del 451, ma nell'ultima sessione fu rappresentato dal suo metropolita, Stefano di Efeso, il quale firmò gli atti per Eustorgio tramite Esperio di Pitane.
Nel VII secolo è noto il vescovo Zoeto che fu tra i padri del concilio di Costantinopoli del 680/681 e di quello detto in Trullo (o Quinisesto) del 691/692; Zoeto sottoscrive gli atti come "vescovo di Cristopoli o Dioshieron".
Nella seconda metà del IX secolo, ai due concili di Costantinopoli dell'869-870 e dell'879-880 che trattarono la questione del patriarca Fozio di Costantinopoli, partecipò Stefano, vescovo di Pirgio, nuovo nome della diocesi. Tra XI e XII secolo sono noti altri due vescovi di Pirgio, Niceforo e Leone, grazie all'esistenza dei loro sigilli vescovili. Un anonimo vescovo di Pirgio è menzionato nell'epistolario del metropolita efesino Giorgio Tornikès nel 1156.
All'epoca dell'imperatore Isacco II Angelo (1185-1195), Pirgio fu elevata al rango di sede metropolitana; questa promozione fu tuttavia effimera, perché già durante il regno di Teodoro I Lascaris (1205-1222) ridivenne semplice diocesi suffraganea di Efeso. Di questo periodo è noto il vescovo Costantino Spanopoulos, che prese parte al sinodo celebrato a Efeso nel 1167. Lo stesso prelato è documentato in due occasioni, nel 1176 e nel 1191, negli atti del patriarcato di Costantinopoli; nel secondo caso è menzionato come metropolita di Pirgio.
Per il XIII secolo è noto il vescovo Nicola, che partecipò al sinodo efesino celebrato nel 1230. Pirgio fu nuovamente stabilita come sede metropolitana nel 1342; la diocesi scomparve nel corso del secolo, con la conquista turca della regione.
Dal 1933 Dioshieron è annoverata tra le sedi vescovili titolari della Chiesa cattolica; il titolo finora non è stato assegnato.

## Cronotassi dei vescovi greci

### Vescovi di Dioshieron
- Stefano ? † (menzionato nel 431)
- Eustorgio † (menzionato nel 451)

### Vescovi di Cristopoli
- Zoeto † (prima del 680 - dopo il 692)

### Vescovi di Pirgio
- Stefano † (prima dell'869 - dopo l'879)
- Niceforo † (XI secolo)
- Leone † (XI/XII secolo)
- Anonimo † (menzionato nel 1156)
- Costantino Spanopoulos † (prima del 1167 - dopo il 1191)
- Nicola † (menzionato nel 1230)